# Шевкефза-султан
Шевкефза-султан (12 грудня 1820 — 17/20 вересня 1889) — дружина османського султана Абдул-Меджида I, мати султана Мурада V. Була останньою біологічною матір'ю султана, що мала титул валіде-султан.

## Життєпис

### Дружина і вдова султана
Шевкефза-султан народилася імовірно 12 грудня 1820 року , за походженням, ймовірно, була черкешенкой і, що незвичайно, була майже на три роки старша за майбутнього чоловіка. Мемуарист Харун Ачба називає Шевкефзу дочкою черкеського князя Мехмед-бея Заурума та його дружини Джеміле-ханим; Ачба вважає, що, крім Шевкефзи, народженої в Поті, в сім'ї була ще одна дочка — Лалеру (1822—1903).
Шевкефза потрапила в гарем за нез'ясованих обставин до 1 серпня 1839 , коли всього через місяць після сходження Абдул-Меджида I на трон у палаці Топкапи стала однією з його дружин. Харун Ачба припускає, що Шевкефза потрапила до палацу разом із сестрою Лалеру в ранньому дитинстві й виховувалась у покоях Нуртаб Кадин-ефенді (померла в січні 1886) — однієї з дружин Махмуда II . Після смерті двох інших дружин Абдул-Меджіда I (Недждет Сакаоглу називає цими дружинами Тірімуджган-Кадин і Гюльджемаль Кадин-ефенді Шевкефза отримала статус другої дружини  і залишалася в ньому до самої смерті чоловіка в 1861. Статус Шевкефзи був дуже високий і важливий: у ті часи позиція в гаремі визначала, в яких покоях житиме жінка, скільки в неї буде слуг, яку суму вона отримуватиме на особисті витрати і яке місце займатиме за султанським столом.
Достовірно відомо про двох дітей, народжених Шевкефзою: сина Мехмеда Мурада (майбутнього султана Мурада V, 1840—1904) і дочки Аліє (1842—1844/1845) . Син Шевкефзи став першим сином султана та його другою чи третьою дитиною: попри наявність відразу кількох дружин, які вступили в гарем у перший рік правління султана , на момент народження Мехмеда Мурада у Абдул-Меджида I була лише одна чи дві дочки .
Зія Шакір, редактор мемуарів Філізтен Ханим-ефенді «28 років у палаці Чираган: Життя Мурада V», так описував Шевкефзу: «Бажана сул Меджидом наложниця була темноволоса, чорноока, невисока, пухка, ніжна та добра. Спокійна, з м'якою вдачею. Вона була однією з багатьох. Насправді хитрість була в тому, щоб не показувати своїх почуттів. Хоча вона була здатна їм піддатися. Найбільшою слабкістю її був її син». Не можна сказати, що Шевкефза займала особливе місце у житті султана: її високе становище у гаремі визначалося швидше тим, що вона була матір'ю старшого сина Абдул-Меджіда I, ніж його прихильністю до неї. Той факт, що вона була матір'ю старшого шехзаде, ймовірно вплинув на її характер: Недждет Сакаоглу описує її як «жадібнішу і егоїстичну, ніж інші жінки, і, ймовірно, більш неосвічену» . Після смерті свого чоловіка, за правління султана Абдул-Азіза вона надовго пішла в тінь, не впливаючи на політику.

### Валіде-султан
12 травня 1876 року змовники, яких очолювали колишній і майбутній великий візир Мютерджим Мехмед Рюшди-паша, військовий міністр Авні-Паша, шейх-уль-іслам Хасан Хайруллах-ефенді і міністр без портфеля Мідхат-паша, скликали раду, яка ухвалила, що Абдул-Азіз більше не здатний займати султанський трон. Син Шевкефзи не тільки знав про те, що відбувається, але й схвалив зміщення дядька . У ніч проти 30 травня Абдул-Азіз був заблокований у палаці Долмабахче і виявився повністю відрізаним від зовнішнього світу. Відразу після цього батальйон, сформований з курсантів військової академії, під командуванням Назири Сулеймана-паші доставив Мурада до султанського палацу .
У цей же час Абдул-Азізу зачитали фетву, на підставі якої його змістили. Паралельно йшло розграбування майна сім'ї колишнього султана; частина цінностей перейшла у володіння Шевкефзи-султан, що стала новою валіде-султан і погашення боргів самого Мурада V, інша частина опинилася в руках сановників, які брали участь у змові .
Змовники, які привели Мурада до влади, остаточно розчарувалися в ньому, коли стало ясно, що султан психічно нездоровий і не здатний правити. Великий візир Мютерджим Мехмед Рюшді-паша виніс на обговорення з іншими сановниками питання про призначення регентом при Мураді V його єдинокровного брата і спадкоємця Абдул-Гаміда, проте той відмовився отримати тільки тінь від влади, будучи регентом. У результаті 30 серпня 1876 року вирішено усунути з трону Мурада V на користь Абдул-Хаміда II; наступного ранку оголосили фетву, що султан не здатний керувати державою внаслідок психічної хвороби . Правління Мурада тривало всього дев'яносто три дні, стільки ж тривало й перебування Шевкефзи в статусі валіде-султан — найкоротше правління в історії імперії Османа ; з цих дев'яносто трьох днів у здоровому глузді султан був лише сім.

### Після усунення сина з престолу
Шевкефза померла 17 або 20 вересня 1889 у палаці Чираган і була похована в одному з мавзолеїв Нової мечеті. Пізніше, в 1904 році, там же поховано і її єдиного сина .

## Нащадки
- Мехмед Мурад (21[1]/22[10] вересня 1840[1] — 29 серпня 1904 [13][14]) — османський султан під ім'ям Мурада V, правив усього дев'яносто три дні[1][12]. Страждав на алкоголізм і психічний розлад [15]. Мав чотирьох дружин [1] кілька ікбал і гезде[K 2] і трьох синів і чотирьох дочок[14]. Жоден із синів Мурада V не був султаном; двоє його онуків по чоловічій лінії, Османоглу, Ахмед Ніхад Ахмед Ніхад і Осману, Осман Фуад, послідовно очолювали повалену Османа династію Османів в 1944—1973 роках.
- Аліє-султан (10[8] / 20 жовтня 1842 [1] — 21 [8] / 23 липня 1844 [2] або 10 липня 1845[1]). Чагатай Улучай називає матір'ю Аліє головну ікбал Нюкхетсезу Ханим-ефенді. Дівчинка була похована в одному з мавзолеїв Нової мечеті[1]. Пізніше на згадку про сестру Мурад V назвав свою молодшу дочку.